# فرودگاه موبایه امبانگا
فرودگاه موبایه امبانگا (به انگلیسی: Mobaye Mbanga Airport) یک فرودگاه همگانی است که یک باند فرود خاک رس دارد و طول باند آن ۲۰۰۰ متر است. این فرودگاه در شهر موبایه کشور جمهوری آفریقای مرکزی قرار دارد و در ارتفاع ۴۰۶ متری از سطح دریا واقع شده‌است.